# Sylvaner

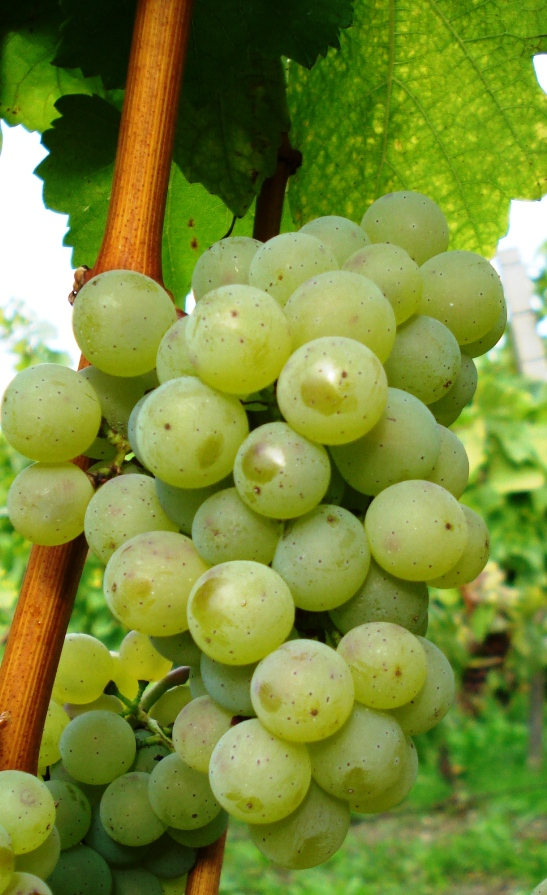
Grono szczepu Sylvaner

Sylvaner – biała odmiana uprawna winorośli właściwej (Vitis vinifera) pochodząca z Europy Środkowej, uprawiana obecnie przede wszystkim w Niemczech i Alzacji.

## Historia i pochodzenie
Badania DNA wykazały, że 'Sylvaner' jest krzyżówką pomiędzy szczepem 'Traminer' i prymitywnym austriackim szczepem 'Österreichisch-Weiß'. Uważa się, że został wyhodowany w wiekach średnich na terenie Austrii. Nazwa pochodzi od łacińskiego silva (las) lub saevum (dziki) – dawniejsza ampelografia uważała, że szczep ten pochodzi od dzikich gatunków winorośli, często też mylnie na podstawie nazwy uważano Transylwanię za miejsce pochodzenia szczepu.

## Regiony uprawy

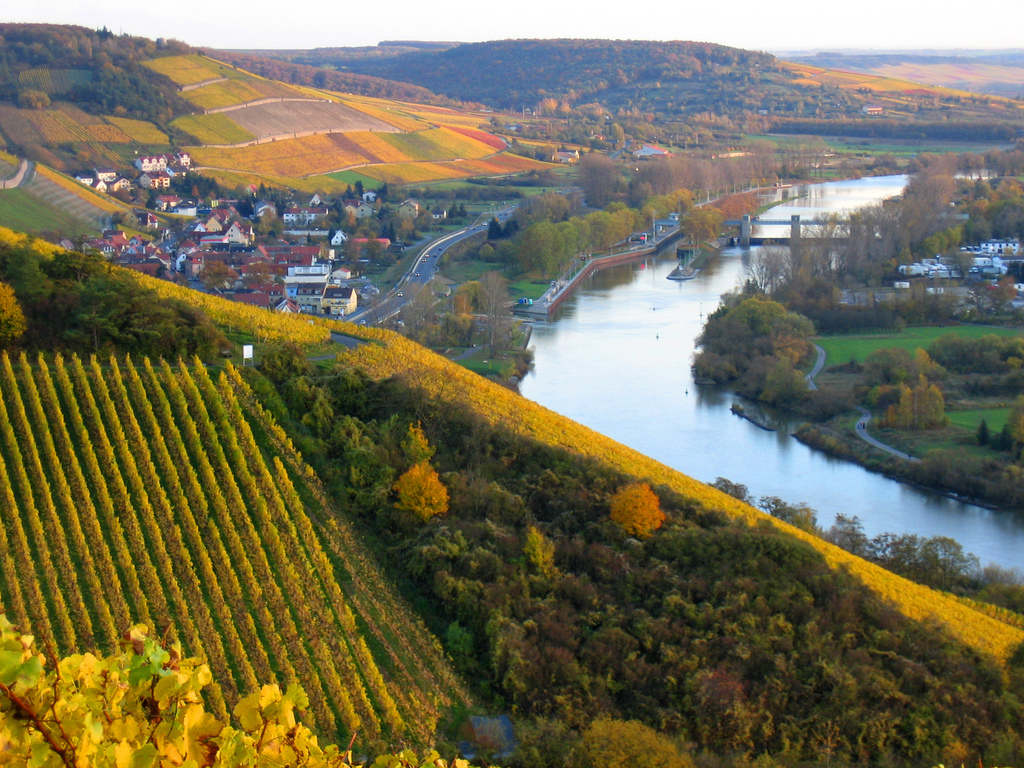
Winnice nad Menem we Frankonii, gdzie 'Sylvaner' jest jednym z podstawowych szczepów

### Niemcy
Pierwsze udokumentowane nasadzenia szczepu we Frankonii wzmiankowane są w połowie XVII wieku. Szczep był używany jako składnik do produkcji półsłodkich win typu Liebfrauenmilch i w latach 60. i 70. XX wieku zajmował około 30% powierzchni niemieckich winnic. Od tego czasu datuje się spadek znaczenia tego szczepu: 10,2% w roku 1980 i 5,2% w 2007. Obecnie uprawia się go na większą skalę tylko we Frankonii (2007 – 1261 ha) i rejonie Saale-Unstrut, gdzie zawsze używany był do produkcji win wytrawnych. Wina te zawdzięczają swój ziemisty posmak podglebiu z wapienia muszlowego. W Hesji Nadreńskiej i Palatynacie z odmiany tej produkuje się niewielkie ilości win słodkich. Szczep ten znany jest w Niemczech pod nazwą Silvaner lub Grüner Silvaner.

### Alzacja
W latach 70 XX wieku 'Sylvaner' uprawiany był na ponad 25% powierzchni winnic alzackich, w 2007 już tylko na 9,3%. Spadkowi powierzchni nasadzeń towarzyszy jednak wzrost jakości win produkowanych z tego szczepu. W roku 2006 dopuszczono stosowanie oznaczenia Grand Cru dla apelacji Zotzenberg. 'Sylvaner' w Alzacji może być używany zarówno do produkcji win jednogatunkowych (fr: monocépage), jak i win kupażowanych, określanych terminami Edelzwicker lub Gentil.

### Słowacja
Szczep ten znany jest pod nazwą Limbašsky Silvaner i uprawiany na 116 ha w rejonie wsi Limbach, na północ od Bratysławy.

### Austria
W swojej ojczyźnie 'Sylvaner' uprawiany jest tylko na 53 hektarach, z czego większość (34 ha) na obszarze Dolnej Austrii.

### Szwajcaria
Szczep, pod nazwą Johannisberger lub 'Sylvaner' uprawiany jest na niewielką skalę w Szwajcarii.

### Chorwacja
Silvanac zeleni uprawiany jest we wschodniej części kraju, w regionach Srem i Slawonia.

### Nowy Świat
Pomimo prób uprawy w Kalifornii i Australii, 'Sylvaner' nie zyskał popularności poza Europą.

## Charakter
'Sylvaner' w procesie winifikacji daje łagodne i delikatne wina o wysokiej kwasowości, a jednocześnie moszcz charakteryzuje się dużą zawartością cukru (Mostgewicht). Powoduje to, że z tego szczepu można produkować zarówno wina wytrawne, jak i słodkie. Wino plastycznie reaguje na podglebie, odmiana najlepiej udaje się na glebach marglowych, gliniastych i wapiennych. Z uwagi na ich łagodność i delikatną budowę, win z tego szczepu nie postarza się w beczkach dębowych. Wina te pije się zwykle młode, najczęściej jako dodatek do ryb, owoców morza, w Alzacji do choucroute, a także jako aperitif.